# Pegylis lineata
Pegylis lineata är en skalbaggsart som beskrevs av Marc Lacroix 2008. Pegylis lineata ingår i släktet Pegylis och familjen Melolonthidae. Inga underarter finns listade i Catalogue of Life.